# Comano (Itália)
Comano é uma comuna italiana da região da Toscana, província de Massa-Carrara, com cerca de 793 habitantes. Estende-se por uma área de 54 km², tendo uma densidade populacional de 15 hab/km². Faz fronteira com Collagna (RE), Fivizzano, Licciana Nardi, Monchio delle Corti (PR), Ramiseto (RE).

## Demografia
| Variação demográfica do município entre 1861 e 2011                               |
|                                                                                   |
| Fonte: Istituto Nazionale di Statistica (ISTAT) - Elaboração gráfica da Wikipedia |